# Madres de Soacha
Madres de Falsos Positivos de Soacha y Bogotá (MAFAPO) es una asociación conformada por madres, esposas, hijas y hermanas de los hombres asesinados por militares del Ejército Nacional de Colombia de manera ilegítima y presentados como guerrilleros muertos en combate entre 2006 y 2009, durante el gobierno de Álvaro Uribe Vélez.

## Historia
Estas mujeres denuncian los asesinatos y la impunidad de los crímenes cometidos contra sus familiares y conocidos como falsos positivos. Desde 2008 denuncian la muerte de 19 jóvenes residentes en Soacha y Bogotá que aparecieron al nororiente del país, en el departamento de Norte de Santander, y fueron presentados como guerrilleros muertos en combates con el ejército.
Durante 10 años han luchado contra la impunidad y en 2018 presentaron un informe detallado de los 19 casos a la Sala de Reconocimiento de Verdad de la Jurisdicción Especial de Paz JEP, organismo creado luego de la firma del Acuerdo de Paz.
Jackeline Castillo, representante legal de MAFAPO le solicitó, en agosto de 2018, al general (r) Mario Montoya, en la audiencia de sometimiento a la JEP, que colaborara con el esclarecimiento de todos estos crímenes.
Cada 20 de septiembre las madres conmemorarán el aniversario del asesinato de sus hijos con actos públicos, performáticos y comunitarios.

## Logros
En 2011 se dio la primera condena con relación a estos hechos. Una jueza de Cundinamarca dictó sentencia contra el teniente coronel Wilson Javier Castro Muñoz, comandante del Batallón Rafael Reyes; el teniente Villani Realpe, el sargento José Eduardo Ñiámpira Benavides y los soldados Guillermo Pacheco Anzola, Juan Carlos Álvarez, Nelson Ospina Tavarel, Venancio Puente Guapacha y Germán Augusto Oliveros. Los delitos imputados fueron homicidio en persona protegida y desaparición forzada. Además, los dos oficiales y el suboficial, por falsedad ideológica en documento público y peculado por apropiación, por haber reportado ante sus superiores como legal un falso positivo.
En 2012 MAFAPO recibió el premio "Constructores de Paz" que otorga el Instituto Catalán Internacional de Paz ICIP.
En 2017 un juez primero especializado de Cundinamarca dictó condena contra otros 21militares involucrados en el asesinato de cinco falsos positivos de jóvenes de Soacha. El de más alto rango fue el coronel (r) Gabriel de Jesús Rincón, exjefe de operaciones de la Brigada 15 en Norte de Santander, a quien se le imputaron los delitos de concierto para delinquir, desaparición forzada y homicidio agravado y tendrá que pagar 46 años en prisión. Los demás condenados son: Mayor Henry Mauricio Blanco Barbosa, Sargento Medardo Ríos Díaz, Cabo Tercero Juan Gabriel Espinoza Restrepo, Cabo Segundo Richard Jojoa Bastidas, SLP: José González Ceballos, SLP Nixon Cubides Cuesta, SLP Kevis Jiménez Escalante, SLP Luis Alirio López, SLP Mauricio Cuniche Delgadillo, SLP José Fernández Ramírez, Cabo Manuel Zorrilla Gámez, SLP Ricardo Eliud Gónzalez Gómez, SLP Ferney Gijalba Flor, SLP Eider Guerrero Andrade, SLP Geiner Fuertes Billermo, SLP Pedro Hernández Malagón, SLP Juan Ramón Marín Ramírez, Sargento Segundo Janer Ediel Duque Marín, SLP John Anderson Díaz, Cabo Ricardo Coronado Martínez.
En 2018, MAFAPO presentó un informe detallado de los crímenes ante la JEP y en la audiencia del 10 de agosto de 2018, 14 militares implicados, incluido el coronel Gabriel de Jesús Rincón Amado, pidieron perdón ante las víctimas.